# Babička (Horák)
Babička je opera – podle autorského označení „obrazy venkovského života“ – o třech odděleních a dohře českého skladatele Antonína Vojtěcha Horáka na libreto Adolfa Weniga podle stejnojmenné knihy Boženy Němcové. Premiéru měla 3. března 1900 v pražském, Národním divadle

## Vznik, charakteristika a historie
Mladý (třiadvacetiletý) skladatel Antonín Vojtěch Horák uvedl na jevišti Národního divadla roku 1898 jednoaktovou operu Na večer Bílé soboty na libreto svého vrstevníka Adolfa Weniga. Ohlas této prvotiny u obecenstva a kritiky byl relativně příznivý, aktovku převzalo i Národní divadlo v Brně, a na popud ředitele Národního divadla Františka Adolfa Šuberta – Horákova i Wenigova strýce – se stejná dvojice záhy dala do ambicióznějšího projektu, opery na námět slavného románu Boženy Němcové Babička.
Horák byl v kompozici žákem Zdeňka Fibicha (který v době premiéry Babičky působil jako dramaturg opery Národního divadla) a podle jeho vzoru komponoval svou operu ve stylu wagnerovského hudebního dramatu, tehdy považovaného za moderní a pokrokový. Většina zpěvních částí má ryze deklamační charakter, zatímco příznačné motivy, melodie, vylíčení situace nebo charakteru je ponecháno orchestru. Podle Wenigových vzpomínek Horák se zvláštní oblibou komponoval líčení přírodních nálad, jako šumění lesa a bouři ve druhém jednání.
Práce byla hotova poměrně rychle v průběhu roku 1899 a již v březnu roku 1900 měla na Národním divadle premiéru. Předcházelo jí kladné posouzení ze strany tehdejšího dramaturga opery Zdeňka Fibicha: „V textu je velice šťastně zachycen pel i duch této tak znárodnělé povídky, a hlavní rysy její jsou podány obratnou rukou, takže charakteristicky předvádějí řadu poutavých genrových obrázků z venkova. I přídavky, které byly nutny k vůli effektům scénickým, jsou velice případné. V hudbě jeví se značný pokrok vůči Bílé sobotě, jak ve větší samostatnosti invence a větší zpěvnosti hlasů, tak též v jasnější a průhlednější instrumentaci a vůbec v dovednějším ovládání celého aparátu operního. Dílo má pěknou polyfonii a přeplněnost figurace, jíž trpěla Bílá sobota, ustoupila zde širším, výraznějším liniím hudebním. Národní ton vesměs jest šťastně a šťavnatě zachycen. Tance a dětské hry ve své přirozené prostotě jsou roztomilé a působivé. Umírání babičky v epilogu jest skutečně tklivé a velice ušlechtilé, s opravdovým citem podáno.“
Divadlo nešetřilo na etnograficky co nejpřesnější výpravě, o níž kritika tvrdila, že „jest v právě nádherná a kabinetním kouskem scenerie“ – „ani koně nescházeli na scéně“, i když žehrala na to, že se podobná píle nevěnuje operám Smetanovým. Režie se ujal sám strýc autorů F. A. Šubert. Babička byla poslední operní premiéra za éry tohoto prvního ředitele Národního divadla. Zdeněk Nejedlý vzpomínal, že divadlo dávalo Babičku „se zjevnou láskou“.
Volba populární prozaické předlohy měla své výhody pro upoutání obecenstva, ale i úskalí. „Není pochyby, že zoperisování díla tak oblíbeného přinese si do hlediště celý zájem, celou lásku, chovanou k němu samému. Je v tom výhoda, ale též nebezpečí. Nebezpečí velikých illusí, s nimiž do divadla přicházíme. […] Nestalo se vám již, že byli jste zklamáni illustracemi sebe dovednějšími románu, který vám přirostl k srdci?“, ptal se v Národních listech Jindřich Borecký. Babička Boženy Němcové je navíc idyla sestávající z různých epizod, vyprávění, povahokresby náladových popisů, avšak nemá dramatickou dějovou linii. Adolf Wenig (stejně jako Karel Šípek v případě libretního zpracování stejného námětu na Karla Kovařovice) měl proto potíže s dramatickým ztvárněním Babičky. Nutný dějový podklad mu dodala milostná historie komtesy Hortensie a malíře Alberta – tuto postavu, v románu jen okrajově zmiňovanou, Wenig do děje dopsal – a v menší míře též historie venkovského páru Kristly a Míly. Komplikace těchto postav jsou však fakticky vyřešeny již v prvním dějství, kdy se babička odhodlá za oba páry intervenovat u paní kněžny. Děj je především sledem vzájemně nesouvisejících epizod, a autoři proto nazvali svou Babičku výrazem „obrazy venkovského života“ spíše než pojmem „opera“, který vyvolával větší dramatická očekávání. (Vzorem v tom byl Čajkovského Evžen Oněgin, který byl kvůli epizodické stavbě skladatelem označen jako „lyrické scény“.)
Kritika tím nebyla přesvědčena. Karel Hoffmeister v obsáhlé kritice v hudebním časopise Dalibor vyčítal libretnímu zpracování nedostatek dramatického pohybu: „titul opery „obrazy venkovského života“ není omluvou“, psal a žádal „kausalnost toho, co vidíme, […] ne prostou souřadnost“. Uznával však, že libreto alespoň zachovalo náladu své literární předlohy. Karel Knittl v Osvětě považoval převedení Němcové Babičky do operní podoby za prakticky nemožné, avšak co se dalo zachránit, provedl libretista „s dovedností hodnou uznání“; protestoval však proti přidání „šablonovité postavy“ malíře Alberta. Také Jaromír Borecký v Národních listech považoval upřednostnění aristokratických postav za chybu. Kritik Katolických listů poukázal na hlavní problém, který v libretním zpracování vyvstal: babička je sice teoreticky hlavní osobou, ale současně je v příběhu jaksi nadbytečná. Ostatní osoby „přece na jevišti něco dělají, kdežto babička jen chodí a pečlivě hlídá dítky“; „co ona činí, děje se tajně a my se o tom dovídáme teprve později, když už vše je hotovo“. I po ryze jazykové stránce byl Wenigův text považován za příliš střízlivý, postrádající poetickou dikci(J. Borecký) a místy neústrojně používající přímé citáty z Němcové (K. Knittl). František Václav Krejčí v revue Rozhledy po rozboru Horákovy hudby jen poznamenal: „O diletantském libretě Babičky nechci se ani šířit, nemaje co nového říci k jednosvornému jeho odsouzení.“
Zatímco stesky dobových kritiků na libreta byly pravidelné, málo zastání našla tentokrát i hudba. Karel Knittl v Osvětě považoval Horáka za „hudebníka vážných snah, pilného studia,“ avšak jeho Babička byla slabou prací. Vytýkal jí „nepopíratelné a do očí bijící vady, jako je melodická strnulost, instrumentální šeď […] Pravím určitě, že se mladý skladatel odvažuje něčeho, co přesahuje jeho síly.“ Relativně nejvýše kritika kladla smetanovská místa napodobující lidové písně a tance. Karel Hoffmeister v Daliboru otiskl ještě před premiérou hudební rozbor Babičky a ve výsledném úsudku po zhlédnutí jevištní podoby psal: „Česká národní píseň […] a nejčeštější českých skladatelů Smetana přispěli pěknou hřivnou na [Horákovo] dílo. Co přidal autor ze svého, nemá ani českého ani právě svého rázu; je to taková bezbarvá, neurčitě šedá spojovací hmota, v níž se ty národní a smetanovské kaménky pestře blýskají. A celek připadá mi […] jako mosaika velmi prostého druhu, kde rozhodíte na zdař bůh barevná i bezbarevná sklíčka po půdě, ať složí se ve tvary zcela libovolné.“ Hoffmeister kritizuje jednotvárnou deklamaci i instrumentaci a krátkodechost hudebních nápadů, kvůli níž působí celá skladba příliš mozaikovitě, a po technické stránce považuje Horáka za skladatele, který „je dosud na rozhraní dilettantismu a umění“. Jaromír Borecký v Národních listech také vypočítává jednak technické nedostatky v instrumentaci, nepřirozené vedení zpěvních hlasů a kostrbatou deklamaci, ale i celkovou roztříštěnost a nevýraznost Horákovy práce. „Střízlivá a nesmělá jest ještě jeho hudba,“ píše, zatímco pro tak obtížný námět by byl třeba „skladatel, který má velký dar charakterisační, který má humor, národní ráz v krvi a nadevše velkou poesii v tónech“. Jen zřídka kritika připomněla povedená lyrická, náladomalebná nebo taneční místa. Relativně nejpůsobivější co do textu, hudby i jevištního zpracování - alespoň podle Boreckého a Nejedlého – byly začátek a konec druhého dějství (žně v Ratibořicích a Viktorčina smrt v bouři) a tklivá dohra popisující babiččinu smrt.
Velmi přísně se o Babičce vyjádřil i František Václav Krejčí v revue Rozhledy – ta podle něj stojí „hluboko pod měrou požadavků, které klademe na talentovanost a tvůrčí mohoucnost skladatele, jenž chce být připuštěn na naše jediné veliké operní jeviště.“ Horák jeho slovy „při vší víře v nejmodernější, hudebně dramatická dogmata zůstává malomocným a bezkrvým polotalentem“ a ani do budoucí práce mu Krejčí nedává naději, protože „mu schází něco, co se v žádné apatyce nekoupí“ (mírnějšími slovy vyjádřil podobnou skepsi i Jaromír Borecký). Hudba Babičky je podle Krejčího „bez temperamentu, svadlých rysů, v jejíž fysiognomii za jedno splývá dětinné začátečnictví se senilní jakousi malomocí“.
Přes rozpaky kritiky měla opera u obecenstva trvaleji příznivý ohlas a dosáhla slušných jedenácti repríz – přinejmenším díky námětu, ale svým zapůsobily i výkony zpěváků, například vynikající Růženy Maturové v roli Viktorky, i „překrásná, poetická, svojí věrnou pravdivostí tak mile působící výprava a mistrná, nejmenší nuance neopomíjející regie p. ředitele Šuberta“. Jak zmiňoval ve své recenzi Karel Hoffmeister, „je to právě ona vůně domácí hroudy,“ která při všech nedostatcích díla zanechávala na divácích dojem.
Ještě před premiérou Horákovy Babičky bylo známo, že na opeře Babička pracuje i Karel Kovařovic (nakonec nesla jeho opera definitivní název Na Starém bělidle). Tisk naznačoval, že Horákova opera dostala v Národním divadle přednost, protože byl Horák synovcem jeho ředitele F. A. Šuberta. Kovařovicova opera měla premiéru v listopadu roku 1901 a měla trvalejší úspěch; Horákovu verzi přitom zcela vytlačila, i když v tom někteří Kovařovicovi kritici – jako Zdeněk Nejedlý – spatřovali jistou nespravedlnost. V nekrologu za A. V. Horáka roku 1910 Adolf Wenig trpce komentoval: „Škoda, že je tak málo naděje, že bychom spatřili Babičku ještě jednou na jevišti Národního divadla. Má blíženku v repertoiru, se kterou těžko jí soupeřit, zvláště proto, že se jí nedostane k tomu příležitosti. A žádat, aby druhá naše operní scéna ji přejala? Horák neměl tuze štěstí za živa, teď se to sotva obrátí.“ Jeho slova byla pravdivá, ani Národní divadlo, ani žádné jiné už Horákovu Babičku neuvedlo. Zapomenutou operu připomněl zahajovací koncert sezóny 2016-2017 Národního divadla v Praze, na němž mj. Michaela Kapustová zazpívala zpěv Barunky z Horákovy Babičky.

## Osoby a první obsazení
| osoba | hlasový obor              | premiéra (3. března 1900)          |
| --- | ------------------------- | ---------------------------------- |
| Babička Proškovic | alt                       | Růžena Bradáčová                   |
| Paní kněžna | mezzosoprán               | Anna Kettnerová                    |
| Komtessa Hortensie | soprán                    | Marie Kubátová                     |
| Kristla | mezzosoprán               | Karla Fabiánová                    |
| Jakub Míla | tenor                     | Karel Veselý                       |
| Viktorka | soprán                    | Růžena Maturová                    |
| Albert, malíř | tenor                     | Bohumil Pták                       |
| Pan otec | bas                       | Václav Kliment                     |
| Ryzmburský myslivec | bas                       | Robert Polák                       |
| Prošek | baryton                   | František Šír                      |
| Prošková | soprán                    | Berta Formanová                    |
| Barunka | soprán / mezzosoprán      | Amálie Bláhová / Anna Olivová      |
| Jan | dětská role / bas         | Chotová / Josef (Jan) Vild         |
| Vilém | dětská role / baryton     | Bartovská / Jaroslav Rosenkranc    |
| Adélka | dětská role / mezzosoprán | Volfová / Jindřiška (Anna) Laubová |
| Služka Vorša | mezzosoprán               | Marie Kodetová                     |
| Selský lid, ženci a žnečky, chasa, děti Kudrnovic, mlynářova Mančinka, muzikanti, správce, písař, úředníci zámečtí, ženy a dcerky úředníků. |                           |                                    |
| Dirigent: Adolf Čech |                           |                                    |
| Režie: František Adolf Šubert |                           |                                    |
| Scéna: Robert Holzer |                           |                                    |
| Kostýmy: Karel Štapfer |                           |                                    |
| Choreografie: Augustin Berger |                           |                                    |

## Děj opery

### 1. oddělení
(Před Proškovic na Starém bělidle) babička dohlíží na děti – Barunku, Jana, Viléma a Adélku – jak házejí do mlýnské strouhy vrbové proutky. Barunka se babičky vyptává, co se s proutkem stane, a babička odpovídá – někde se vyplaví, někdo ho najde, zasadí ho a vyroste z něj strom. Mlynářský pan otec přichází k Proškům na návštěvu a zastavuje se u babičky, zažertuje s dětmi a ohlašuje, že na zámek opět zavítala paní kněžna. Pak se objeví vesnický mládenec Míla a jeho děvče Kristla; jsou zasmušilí, protože se musí loučit. Panský správce si totiž myslí na Kristlu, a proto zařídil, aby Mílu odvedli na vojnu. Babička oběma slibuje, že se jim pokusí pomoci.
Další návštěvnicí je komtesa Hortensie; vypadá churavá a pobledlá. Chce tady počkat na paní kněžnu, jež se také na Staré bělidlo chystá. Přitom nad svým skicářem vzdychá po své italské vlasti a po milované bytosti, jíž tam zanechala. Pak ukazuje babičce své kresby, z nichž vypadne portrét malíře, který ji v Itálii učil kreslení. Z komtesiných rozpaků babička snadno dovodí, že je do něj Hortensie zamilovaná.
Kněžna přichází s kytkou natrhanou v lese, ale babička říká, že to jsou slzičky Panny Marie a milenci je netrhají, protože by museli tuze plakat. Takto zavádí řeč na Kristlu a Mílu, ba i kněžně naznačuje, že komtesa Hortensie zanechala srdce ve svém rodném kraji. Kněžna slibuje intervenci za vesnické milence, a co do náznaků ohledně komtesy, zve babičku na zámek k důvěrné poradě.
Pak všechny tři ženy ustoupí stranou, aby nevyplašily bláznivou Viktorku, která sem přichází. Babička jí nabídne chleba, ale Viktorka s výkřikem prchá. Ze stavení vycházejí Proškovi, pan otec a rýzmburský myslivec a ten na vyzvání paní kněžny osvětluje Viktorčin osud. Před patnácti lety ji uhranul jakýsi voják, děvče s ním uteklo a objevilo se po roce v zuboženém stavu, bez rozumu, ale s dítětem. Od té doby sedává u splavu, v němž zřejmě děcko utopila, a lidí se straní. – Pak se kněžna a komtesa rozloučí a přátelé si ještě sedají a připíjejí Proškovi k svátku. Ze vsi zaznívají zvuky vojenského pochodu a zpěv loučících se rekrutů.

### 2. oddělení
(Prostranství před lesem) Pan otec vyprovází žence a žnečky na pole, ale zůstává pozadu na okraji lesa. Potkává zde babičku, která vyvedla do lesa děti. Oba zahlédnou cizího mladíka. Pan otec už ho viděl dříve – je to prý malíř a maluje zdejší krajinu. Zmiňuje také komtesu, která vypadá přepadlá, a babička mu vypráví, že kněžna chce Hortensii provdat za bohatého hraběte, ale podle babičky má v srdci jiného.
Z pole přibíhá Kristla. Čte babičce dopis, který jí poslal Míla z vojny, a rozpláče se při něm. Babička ji utěšuje, ale o tom, zda její přímluva byla co platná, ještě nemá zprávy. Kristla musí zpět na robotu, zato přicválají děti – Proškovic i Kudrnovic. Děti si ještě hrají hru na „žalmana“, ale pak je babička odvádí domů.
Po chvíli ji zde hledá Hortensie, ale nenachází ji. Usedá na pařez a opět vzpomíná na milého. Tu zazní zblízka píseň malíře Alberta a vzápětí se objeví on sám. Hortensie mu padá do náručí. Albert jí vypráví, jak se náhodou právě od hraběte, který se o Hortensii ucházel, dozvěděl, kde ji má hledat. Teď chce u kněžny požádat o Hortensiinu ruku. Hortensie ví, že babička za ně už u kněžny orodovala, ale ještě neví, jak se kněžna rozhodla. – Zahřmí a blíží se bouřka. Hortensie odmítá Albertovu nabídku, aby ji doprovodil na zámek, ale zítra nechť přijde. Pak odejdou oba rychle na opačnou stranu; z pole sbíhají i ženci.
Jediným, kdo se z bouře raduje, je Viktorka. Tleská a tančí: hřmění a blesky jí připomínají válečnou vřavu a jejího milého. Honí se jí hlavou zmatené myšlenky na její děťátko i na jejího hocha, pak se roztančí jakoby na vlastní svatbě – až uhodí blesk a Viktorka padá mrtva.

### 3. oddělení
(Před ratibořickým zámkem) Chystá se slavnost obžínek – poněkud předčasná, protože ještě není sklizeno, ale paní kněžna ji nařídila dříve, než odjede. Kněžna přichází s Albertem a Hortensií; Albert jí děkuje za svolení k sňatku, ale kněžna ho s díky odkazuje na babičku. Lidé se scházejí ke slavnosti, včetně babičky, u níž si pan otec zamlouvá tanec. Myslivec je pořád zachmuřený: to on našel mrtvou Viktorku a dal jí vystrojit řádný pohřeb.
Kristla je zvláště vystrojená – nakázali jí, aby dnes odříkala přání paní kněžně. Nemá na to příliš náladu a naléhá na babičku, zda nemá nové zprávy o Mílovi, ale babička ji ještě odbývá. S muzikou přicházejí vesničané a zpívají obžínkovou písničku. Pak Kristla předává paní kněžně pšeničný věnec a přání zdraví, štěstí a božího požehnání. Kněžna všem děkuje, vyzývá je k hodování a tanci a pro Kristlu má za blahopřání zvláštní odměnu: je to Míla, který byl na její přímluvu propuštěn z vojska. Kristla i Míla jsou vděčni něžně, ale zejména děkují babičce, jež jejich díky upejpavě odmítá. Hortensie obdarovává Kristlu a sama se těší na svou nadcházející svatbu v rodné Itálii.
Ratibořičtí vesele tancují mateník a rejdovák, ale babička si stěžuje na své stáří, žehná chase a doprovázena panem otcem a myslivcem odchází domů.

### Dohra
(Babiččina světnička u Prošků, o dvanáct let později) Barunka je schoulena u lenošky, v níž sedí churavá babička. Ta se dívá z okna, kde do letošního jara stávala jabloň. Jabloň uschla a skáceli ji, i ona musí jít…
Když babička na chvíli zdřímne, přichází se po ní poptat pan otec. Barunka mu říká, že babička valem ztrácí zdraví těla i ducha. Scházejí se zde Proškovi, Jak, Vilém i Adélka, myslivec i Kristla. Babička procitá a je ráda, že je vidí; ale už ji k sobě volá její manžel. Poprosí ještě Barunku, aby jí četla z modlitební knížky, a naslouchajíc modlitbě tiše skoná. Kněžna vstupuje, aby babičce vyslovila poslední poctu, a služka Voršila na zahradě oznamuje babiččinu smrt včeličkám.